# Falcons de Barcelona
Els Falcons de Barcelona és una colla de falcons de Barcelona (Catalunya), nascuda el 15 de febrer de 2003, sent la seva primera actuació a la Plaça Sant Jaume durant les festes de Santa Eulàlia de la ciutat. Té la seu social a la Casa dels Entremesos ubicat al carrer de les Beates número 2 del Districte de Ciutat Vella.

## Història

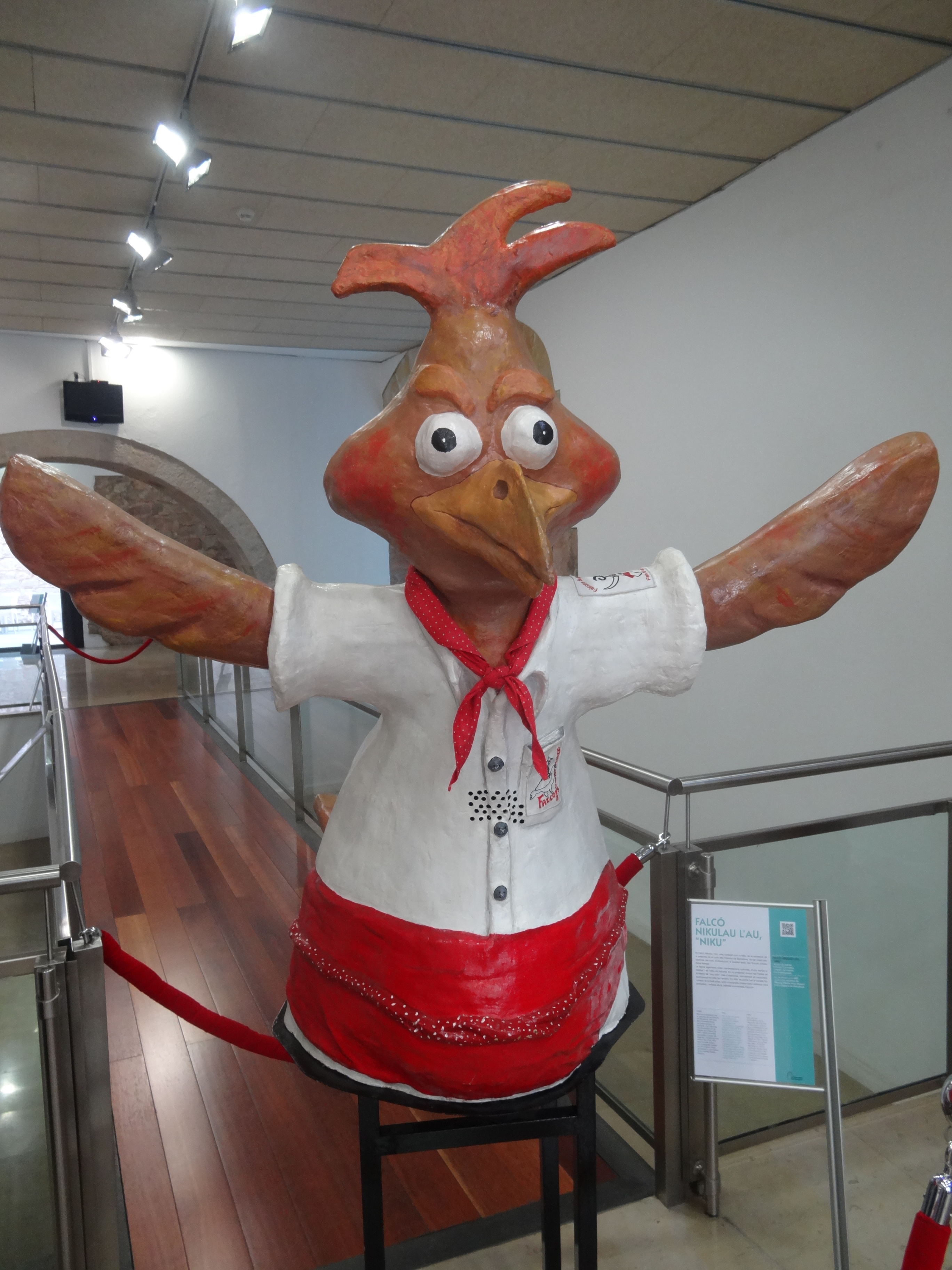
Falcó Nikulau l'au

Els falcons són una activitat tradicional a les comarques del Penedès. La idea de la creació d'una colla fora d'aquest territori va sorgir en una trobada de falcons a Sant Sadurní. Així doncs i seguint l'exemple d'expansió dels castells, el Pere Rovira membre i ex-cap de colla dels Castellers de Barcelona després de conversar amb membres dels Falcons de Piera i dels Castellers de Barcelona va ser l'impulsor principal i el primer president de la futura colla falconera.
A partir de l'Octubre 2002, es van començar els assajos de manera regular a l'Escola Tècnica i Professional del Clot (barri del Clot) i mesos més tard es va fer presentació oficial per les Festes de Santa Eulàlia del 2003.
L'any 2012 Falcons de Barcelona va començar a participar en el Toc d'Inici de les Festes de la Mercè. Es creà una cançó expressament per aquesta ocasió que cada any interpreten Els Ministres del Camí Ral mentre els Falcons de Barcelona executen una figura anomenada Trèvol, també creada expressament i que només executen durant el Toc d'Inici.
Durant l'any 2013 la colla va celebrar el seu desè aniversari lluint durant aquell any un pedaç commemoratiu a la màniga esquerra de la camisa. També durant aquell any es va celebrar emmarcat en les Festes de la Mercè la XII Trobada de Colles de Falcons de Catalunya on la colla va completar la seva millor actuació fins a aquell moment, assolint per primera vegada la Pira 5-5 i el Vol de 5, convertint-se en la primera colla a assolir aquesta última figura.

## El Niku

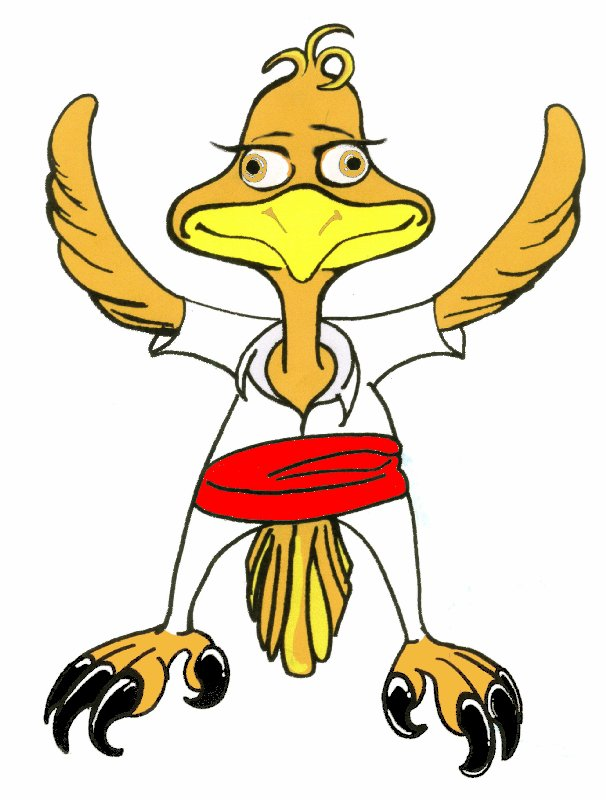
El Niku, la mascota dels Falcons de Barcelona

El Nikulau és la mascota oficial de la Colla de Falcons de Barcelona. És conegut popularment com a Niku, o Niku Niku, i és l'interlocutor virtual de la Colla des dels seus inicis. En Niku s'encarrega de convocar als falconeres i les falconeres per a les actuacions i és el personatge de referència per a qualsevol falconer o falconera de Barcelona.
Actualment també té una figura feta a base de cartró i fibra de vidre, formant d'aquesta manera part del Bestiari popular català.

## Figures pròpies
En el món dels falcons, la creativitat de les figures és un element molt important i la colla de Falcons de Barcelona ha creat figures pròpies:
- Avet: Figura creada el 2007 i similar a l'escala tot i que consta de menys persones a la base. És més pesada però també més estable i té forma de semi-lluna.[9]
- Supervol: Figura que consisteix a ajuntar vols per la base.
- Vol Coronat: Figura creada l'any 2010 que consisteix substituir l'enxaneta d'un vol per un pilar de 2.[10]
- Paó: Figura creada l'any 2010 en la qual una persona, puja a sobre un altre en posició d'acotat i subjecta un nen amb cada braç. La forma recorda la cua d'un paó.[11]
- Escala caminada: Figura creada l'any 2011 que té la mateixa estructura que una escala però que la seva base reposa sobre persones d'empeus i que camina durant les cercaviles.[12]
- Trèvol: Figura creada l'any 2012 per ser executada durant Toc d'Inici de les Festes de la Mercè.